# Pininfarina Bluecar
La Pininfarina Bluecar è una proposta di autovettura elettrica realizzata dalla casa automobilistica italiana Pininfarina e presentata al pubblico prima con un concept (denominato Pininfarina B0) al salone dell'automobile di Parigi nell'ottobre 2008 e successivamente con un prototipo definitivo al Salone dell'automobile di Ginevra nel marzo 2009.

## Il contesto
Il progetto "Bluecar" doveva consistere nella prima vettura destinata alla produzione in serie prodotta dalla casa automobilistica torinese e venduta col proprio marchio (altre vetture col marchio Pininfarina o erano basate su altre vetture, come la Pininfarina Spider Europa "Volumex" oppure sono stati modelli mai prodotti in serie, come la Pininfarina Sigma (berlina), o la Pininfarina Nido, o la Pininfarina Sintesi). La vettura tuttavia non ha avuto esito produttivo.

## Descrizione del progetto Bluecar
Si tratta di una vettura elettrica frutto di una joint venture sviluppata con la Bollorè, azienda diretta da Vincent Bolloré produttrice di accumulatori elettrici. La vettura, difatti, è alimentata da batterie ai polimeri di litio dette Lithium Métal Polymère (LMP) più super-condensatori (che recupera e immagazzina l'energia in frenata, per poi renderla disponibile alla ripartenza del mezzo), con una potenza complessiva di 50 kW e di circa 250 km di autonomia, tale alimentazione permette alla Pininfarina Bluecar di raggiungere i 130 km/h di velocità massima autolimitata, con un'accelerazione 0–60 km/h in 6,3 secondi o circa 8 secondi da 0–100 km/h in effetti le performance di accelerazione sono equivalenti a quelle di veicoli con motore a combustione interna dello stesso segmento (B/C).
Pininfarina inoltre dichiara che la Bluecar è in grado di funzionare a temperature estreme che vanno dai -20° a +60° e dichiara una durata minima delle batterie ai polimeri di litio è di almeno 200.000 km. Le batterie richiedono tempi di ricarica di 5 ore per una carica completa, e la possibilità di una ricarica veloce di 5 minuti per disporre di 25 km di autonomia. Inoltre le celle solari sul cofano contribuiscono all'alimentazione degli equipaggiamenti elettrici. Le batterie non richiedendo alcuna manutenzione, oltre ad avere una durata di vita di circa 200.000 km, fornisce una sicurezza ineguagliabile dato che l'alloggiamento della batteria, sotto al pianale e fra i due assali, permette anche, grazie al baricentro basso, una tenuta di strada della vettura non comune. Inoltre, l'auto elettrica non emette alcun gas, nessuna particella fine e nessun rumore: le batterie LMP permettono quindi di lottare concretamente contro l'inquinamento atmosferico.
In termini di sicurezza, la posizione della batteria, collocata all'interno del pianale, risponde a precisi criteri di sicurezza dinamica e passiva. La batteria si trova in posizione protetta da eventuali urti.
Coerentemente con un approccio globale ecologicamente responsabile dato il tipo di vettura, tutti i materiali utilizzati per la costruzione, la batteria e materiali interni sono stati attentamente scelti per il loro basso impatto ambientale e sono riciclabili o riutilizzabili.

### Modalità di commercializzazione
Per la commercializzazione della vettura la Pininfarina aveva scelto una strategia singolare; difatti la vettura non viene venduta ma affittata ai clienti, tale strategia viene messa in pratica per andare incontro alla clientela ancora insicura riguardo alla gestione di un'auto elettrica. L'azienda avrebbe messo a disposizione in 6 paesi europei (Italia, Svizzera, Germania, Gran Bretagna, Francia e Spagna) una rete distributiva e di assistenza. La vettura, che nel tempo è stata resa pre-prenotabile a partire dalla sua presentazione definitiva al salone di Ginevra del 2009 e quindi dal marzo dello stesso anno, tramite una pre-prenotazione (anche online), sarebbe entrata in produzione nel 2010 in edizione limitata a 2000 unità fino al 2011 per diventare 8000 l'anno successivo. La politica commerciale prevedeva un affitto minimo di 3 mesi e un'assistenza stradale 24h su 24.
Una curiosa similitudine, sia sulla tipologia di veicolo che le nella modalità di commercializzazione, vi è con la vettura General Motors EV1, difatti anche la EV1 era spinta da un propulsore elettrico e la General Motors decise proprio la politica commerciale del noleggio anziché quello della vendita, inoltre la EV1 fu la prima vettura prodotta in serie e commercializzata dalla GM con il marchio GM sul cofano, proprio come era nelle intenzioni di Pininfarina con la Bluecar.

### Interruzione del progetto
La vettura doveva essere prodotta a partire dalla fine del 2009 negli stabilimenti italiani Pininfarina a San Giorgio Canavese. Vennero anche aperte le prime prenotazioni già dall'inizio del 2009 e la commercializzazione doveva essere avviata a partire dal 2010. Tuttavia, a causa della crisi economica e della morte prematura di Andrea Pininfarina, il progetto viene abbandonato e l'azienda torinese viene profondamente riorganizzata. Gli stabilimenti produttivi vengono ceduti alla Regione Piemonte e con essi cessano anche le produzioni su licenza delle Alfa Romeo Spider e Brera. La Pininfarina Bluecar, quindi, non arrivò mai alla fase produttiva e la joint venture con la Bolloré cessò. La Bolloré, successivamente, iniziò indipendentemente la commercializzazione di una vettura elettrica, sempre prodotta in Italia, denominata proprio Bluecar, la quale però con il prototipo della Pininfarina ha in comune solo il nome e alcuni lievi tratti formali; tale vettura è stata comunque ri-progettata e ri-prototipizzata a Torino dalla Cecomp (partner individuato nel 2009 dopo l'abbandono da parte di Pininfarina) e prodotta, sempre dalla Cecomp nello stabilimento di Bairo (TO) in circa mille pezzi; i quali presentavano adesivi del logo Pininfarina in alcune parti della carrozzeria.

## Il primo concept "Pininfarina B0"
Il concept "B0" viene presentato in anteprima al salone dell'auto di Parigi nel 2008. Si tratta di una berlina a 5 porte (4 sportelli più portellone del bagagliaio) con carrozzeria monovolume, di dimensioni compatte, caratterizzata da una linea in parte ispirata alla concept "Pininfarina Nido" (come per esempio le proporzioni dei volumi), in parte ispirata dalla Pininfarina Sintesi (per esempio le linee del lunotto posteriore).
La vettura presenta un frontale caratterizzato da una presa d'aria molto sottile e un gruppo ottico con tecnologia a LED, tecnologia usata anche per i fanali posteriori. sia il cofano che il tetto del veicolo presentano dei pannelli fotovoltaici che servono per il mantenimento dei dispositivi elettronici di bordo.
Il concept viene presentato con una scelta cromatica che punta sul contrasto fra il bianco e il nero, sia negli esterni che negli interni, questi ultimi presentano uno stile molto minimalista, la strumentazione è limitata a due schermi informativi LCD posti al centro dell'abitacolo il quale è anche caratterizzato dall'originale profilo estetico delle bocchette d'aerazione che sono poste in modo orizzontale e coprono quasi l'intera larghezza del cruscotto. La vettura è omologata per 4 posti ed è a trasmissione automatica. Il prototipo B0 presenta tutti i dati preannunciati e dichiarati dalla casa automobilistica nella futura produzione in serie, infatti Pininfarina ha dichiarato che il prototipo corrisponde al 90% al modello di produzione.